# أركوز

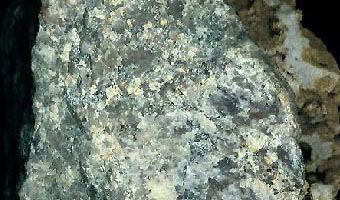
صخر الأركوز في سلوفاكيا

أركُوز (معربة) صخر رمليّ يغلب في تكوينه معدنا الفلسبار والمرو، وهو ينشأ من الترسب السريع لفتات الغرانيت والنايس.
صخور الأركوز تبدو مشابهة الى حد كبير جداً بالغرانيت حيث لايمكن التمييز بينهما بسهولة مع مللاحظة أن أركوز رسوبي، وليس غرانيتاً.